# أليكس برستون (كاتب)
أليكس برستون (بالإنجليزية: Alex Preston)‏ هو كاتب وصحفي بريطاني، ولد في 18 يناير 1979.